# گذر ادیان
گذر ادیان ،کوچه نوبهار، کوی ادیان یا کوچه سینما آریانا که به دلیل وجود سینما آریانا در ابتدای کوچه متعلق به انجمن زرتشتیان شیراز، از طرف بولوار زند سینما آریانا بوده‌است، به دلیل وجود امکان مذهبی تاریخی ادیان مختلف در شیراز به گذر ادیان و نماد صلح و همزیستی ادیان شهرت یافته‌است. ابتدای کوچه از طرف بلوار کریم‌خان زند آتشکده زرتشتیان قرار دارد و در انتها آن مسجد خیرات واقع شده‌است. در داخل کوچه نیز کلیسای شمعون غیور از آثار ملی ایران و کنیسه ربیع‌زاده قرار گرفته‌اند.

## موقعیت
این گذرگاه در شهرداری منطقه ۲ شیراز، بین خیابان زند و لشکری و متصل به خیابان خیام در کوچه ۳۹خیابان زند قرار دارد.

## امکان تاریخی
- آتشکده زرتشتیان با قدمت ۱۰۰ ساله.
- کنیسه ربیع‌زاده مربوط به کلیمیان شیراز، ۷۰ ساله،
- کلیسای شمعون غیور، ۱۰۰ ساله،
- انجمن زبان ایران و آمریکای سابق[۷] و حوزه مقاومت بسیج فعلی.
- مسجد خیرات، ۸۰ ساله،
- باغ مینو ثبت آثار ملی ایران
- سینما آریانا

## جاذبه گردشگری
این کوچه توسط شهرداری شیراز به عنوان نقطه هدف گردشگری شناخته شده تا به عنوان یک ظرفیت مناسب گردشگری و ایجاد تعامل میان ادیان استفاده کرد.